# Винценбург
Винценбург (нем. Winzenburg) — община в Германии, в земле Нижняя Саксония.
Входит в состав района Хильдесхайм. Подчиняется управлению Фреден (Лайне). Население составляет 735 человек (на 31 декабря 2010 года). Занимает площадь 16,64 км².
Община подразделяется на 4 сельских округа.
| Год  | Население |
| ---- | --------- |
| 1990 | 907       |
| 1995 | 878       |
| 2000 | 845       |
| 2005 | 794       |
| 2010 | 744       |